# Santa Cruz (São Tomé e Príncipe)
Santa Cruz è un centro abitato dello Stato africano di São Tomé e Príncipe, situato sull'isola di São Tomé, nel distretto di Mé-Zóchi.